# کورلا (مهاراشترا)
کورلا (به لاتین: Kurla) یک منطقهٔ مسکونی در مهاراشترا است که در بمبئی واقع شده‌است.